# Évordes
Évordes est un hameau de la commune de Bardonnex à Genève.
La « campagne d'Évordes » est une maison de maître référencée comme bien culturel d'importance nationale.